# Cerkiew Świętych Konstantyna i Heleny w Edirne
Cerkiew Świętych Konstantyna i Heleny – prawosławna cerkiew w Edirne, w jurysdykcji Bułgarskiego Kościoła Prawosławnego. 

## Historia
Cerkiew została zbudowana w 1869 przez mistrza Konstantina Kazakowa. Fundusze na ten cel zgromadziła miejscowa społeczność prawosławnych Bułgarów. Budowa obiektu sakralnego trwała sześć miesięcy. Podczas wojen bałkańskich, które pociągnęły za sobą wysiedlenie Bułgarów z Edirne, świątynia została czasowo porzucona. Była czynna do lat 40. XX wieku, gdy porzucono ją ostatecznie. W kolejnych latach budowla popadała stopniowo w ruinę.  W 1989 jej zachodnią część zniszczył pożar, a następnie zniszczony obiekt rozkradziono. W 2008 została odbudowana z funduszy przekazany przez państwo bułgarskie w pierwotnej postaci. Pierwotnie zakładano, że obiekt nie zostanie przywrócony do użytku liturgicznego (potrzeby bułgarskiej społeczności Edirne zaspokajała już cerkiew św. Jerzego) i będzie służył jedynie jako muzeum bułgarskiego odrodzenia narodowego. Odrestaurowaną świątynię powtórnie poświęcił metropolita ruseński Neofit. 
W 2010 w sąsiedztwie cerkwi odsłonięto pomnik egzarchy bułgarskiego Antyma.  
W setną rocznicę II wojny bałkańskiej przy świątyni wzniesiono nową dzwonnicę o wysokości 78 m, na której zawieszono 300-kilogramowy dzwon ufundowany przez bułgarskie organizacje wojskowe. Został on poświęcony przez bułgarskich duchownych służących w Edirne i w Stambule 21 maja 2013 w obecności wiceprezydent Bułgarii Margarity Popowej oraz wiceministra obrony Antona Łazarowa. 
W sąsiedztwie cerkwi znajdował się cmentarz bułgarskich żołnierzy poległych w 1913. Przetrwało z niego sześć marmurowych pomników na grobach oficerów, które przeniesiono do cerkwi św. Jerzego w tym samym mieście. 
Cerkiew jest trójnawową bazyliką. W jej wnętrzu znajdował się pierwotnie ikonostas z 70 ikonami. Uległ on zniszczeniu w okresie, gdy zdewastowana została cała świątynia, i odrestaurowany w oparciu o fotografie z okresu międzywojennego; wstawiono do niego 69 wizerunków. 
Budowla znajduje się w dzielnicy Kirişhane, historycznie jednej z czterech części miasta zamieszkiwanych przez Bułgarów. Na początku XXI w. jest to jedna z dwóch czynnych cerkwi w Edirne, obok cerkwi św. Jerzego (dawniej prawosławni Bułgarzy posiadali w mieście siedemnaście świątyń, istniały w nim również świątynie prawosławnych Greków).